# 芸術祭 (文化庁)
芸術祭（げいじゅつさい、National Arts Festival。名称として文化庁芸術祭、並びにその英語表記としてACA National Arts Festivalが用いられることもある）は、1946年（昭和21年）から文化庁の主催（文化庁設置前の1967年（昭和42年）までは文部省の主催）により、毎年秋に日本国内で行われている諸芸術の祭典、芸術祭の一つ。
ここでは1985年（昭和60年）から一時期、文化庁主催により設けられていた「芸術作品賞」についても述べる。

## 概要
文化庁文化部芸術文化課にある「文化庁芸術祭執行委員会」が主管しており、毎年10月から11月の間、執行委員会の企画・依頼による「主催公演」が発表される。文化庁は経費の負担や、脚本・楽曲等の募集などを行うことができる。

### 過去の公演区分
2022年（令和4年）までは、主催公演のほか、以下のような区分で「芸術祭」に関する公演・作品が発表されていた。また、主催公演においても毎年10月1日には芸術祭開幕祝典が行われていた。
- 協賛公演
実績のある個人・団体が発表するものの中で、執行委員会が選定・委嘱する公演。文化庁は経費を負担することができ、公演の広報・宣伝にも努める。
- 参加公演
芸術祭に参加を希望する個人・団体の中で、参加にふさわしいと各部門の審査委員長が認めた公演。
- 参加作品
芸術祭に参加を希望する個人・団体の中で、参加にふさわしいと各部門の審査委員長が認めた媒体作品。

開催地は関東圏（主に東京）と関西圏（主に大阪）に定められ、この2都市圏内で主催・協賛・参加の各公演が行われていた。なお関西では、主催公演は第33回（1978年（昭和53年）度）から、参加公演は第51回（1996年（平成8年）度）から実施されていた。さらに必要に応じて、他の1都市による地方開催も行われることもあった（詳細は後述）。

## 文部科学大臣賞（芸術祭賞）
2022年（令和4年）まで行われていた「参加公演」と「参加作品」については毎年、各部門の審査委員会によって審査が行われ、優秀な成果を収めた個人・団体に対して贈賞を行っていた（第1回では賞の授与はなし。1947年（昭和22年）度の第2回から授与を始める）。毎年12月下旬から翌年1月上旬頃に受賞者が発表され、1月下旬から2月上旬頃に贈呈式が東京と大阪の2会場で行われていた。受賞者には文部科学大臣賞として文部科学大臣より賞状が贈られ、トロフィー及び賞金が贈呈された。なお大阪の贈呈式は2003年（平成15年）度より、「関西元気文化圏賞」贈呈式との共同開催となっていた。
最後の贈賞が行われた2022年（令和4年）度の第77回時点で、賞の区分は芸術祭大賞、芸術祭優秀賞、芸術祭新人賞、芸術祭放送個人賞が設けられていた。これらは総じて「芸術祭賞」と呼ばれていた。

### 2022年（令和4年）度の参加部門と各賞

#### 参加部門
- 演劇部門
- 音楽部門
- 舞踊部門
- 大衆芸能部門
- テレビ・ドラマ部門
- テレビ・ドキュメンタリー部門
- ラジオ部門
- レコード部門

#### 各賞
2022年（令和4年）度の賞の区分および賞金は以下の通り。
- 芸術祭大賞（賞金：60万円）※1968年度までは「芸術祭賞」
- 芸術祭優秀賞（賞金：30万円）※1968年度までは「芸術祭奨励賞」
- 芸術祭新人賞（賞金：20万円 / 演劇・音楽・舞踊・大衆芸能の各部門）※1995年度から
- 芸術祭放送個人賞（賞金：30万円 / テレビ・ラジオの各部門）※2018年度から

## 歴史
文部省社会教育局の芸術課長を務めていた作家・今日出海（後に初代文化庁長官）の提唱により、1946年（昭和21年）9月5日 - 10月31日に第1回が開催された。翌年の第2回より、演劇と音楽の2部門で贈賞を開始。以後その贈賞の対象となる参加部門が増設されていった。
1985年（昭和60年）度の第40回には、舞台芸術を中心とした祭典を目指すべく、参加部門が演劇・音楽・舞踊・演芸の4部門に縮小された。同時に贈賞についてもコンテストの色合いを抑えるため、「大賞」「優秀賞」といった区分が廃止され、「芸術祭賞」に一本化された。ただし、これらは1994年度の第49回をもって終了し、1995年度の第50回以降は再び「大賞」「優秀賞」という区分がなされている。
参加部門縮小に伴って芸術祭から分離した媒体芸術、すなわち映画・テレビ・ラジオ・レコードの4部門については、新たに「芸術作品賞」（文化庁主催）が設けられた。同時期の芸術祭と同様、こちらも贈賞について区分はなく「芸術作品賞」だけであった。映画は1989年度まで、テレビとラジオは1995年度まで、レコードは1998年度まで設けられていた。
その後、映画については芸術祭へ戻ることなく独立。「文化庁優秀映画作品賞」（1990年（平成2年） - 1998年（平成10年））、「文化庁優秀映画賞」（1999年 - 2002年）を経て、2003年からは「文化庁映画賞」を設けている（文化記録映画作品と映画関係功労者が対象）。一方、テレビ・ラジオ・レコードの3部門については、再び芸術祭の参加作品部門へ戻された。
2023年（令和5年）度、芸術祭事業の見直しにより、主催公演のみの開催となり、協賛公演・参加公演・参加作品区分が廃止となった。これにより、芸術祭賞の贈賞は2022年（令和4年）度の第77回をもって終了した。

### 過去に存在した参加部門
- 能楽部門 （古典部門、古典芸術部門）：第3回（1948年度） - 第39回（1984年度）。演劇部門へ統合
- 映画部門：前述の通り
- 放送部門：第3回（1948年度） - 第13回（1958年度）。テレビ部門、ラジオ部門へ分割
- 脚本賞：第8回（1951年度） - 第13回（1958年度）。後に演劇部門へ統合
- 作曲賞：第8回（1951年度） - 第13回（1958年度）。音楽部門へ統合
- 外国映画コンクール：第11回（1956年度）のみ
- テレビドラマ公募脚本、ラジオドラマ公募脚本：第16回（1961年度） - 第23回（1968年度）
- テレビ部門：第14回（1959年度） - 第64回（2009年度）。テレビ・ドラマ部門、テレビ・ドキュメンタリー部門へ分割

## 記念事業・出版など
- 1961年（昭和36年）に『芸術祭十五年史』（文部省社会教育局編）を刊行。
- 1964年（昭和39年）に東京オリンピックを記念して、主催公演のいくつかが「オリンピック東京大会芸術展示」に参加。
- 1975年（昭和50年）は第30回を記念して、「アジア民俗芸能祭」を開催。
- 1976年（昭和51年）に『芸術祭三十年史』（文化庁文化部芸術文化課編）を刊行。
- 1985年（昭和60年）は第40回およびNHK放送開始60年を記念して、「アジア民俗芸能祭」を開催。また、地方開催を初めて実施（後述）。
- 1992年（平成4年）の第47回では、沖縄返還20周年を記念して、祝典を実施。
- 1996年（平成8年）に『戦後日本の芸術文化史-芸術祭五十年』（文化庁監修）を刊行。
- 2005年（平成17年）は第60回を記念して、主催公演を東京と大阪のほか、愛知、京都、兵庫、沖縄でも実施。また期間を9月 - 12月に拡大。

## その他
- 1985年度の第40回からは各道府県との共催で、芸術祭の地方開催が実施されている。これは、文化庁への申請によって決められた開催道府県において、芸術祭の期間中に主催・協賛・参加の各公演等を実施するものである。また必要に応じて、開催道府県主催の公演を、芸術祭関連公演とすることも可能である。
- 上記の地方開催に類似する事業として「文化庁移動芸術祭」（1971年（昭和46年） - 2003年（平成15年）頃）が行われていた。これは都市部における舞台芸術作品を地方でも上演するというもので、基本的に芸術祭とは別物である。ただし芸術祭地方開催の中で、移動芸術祭の公演を行うことが定められており、関連性はある。なお、現在は移動芸術祭に代わって、児童・青少年を主な対象とした芸術文化体験事業（ワークショップや実演指導などを含めた地方巡回公演）が行われている。
- 現在のシンボルマークおよびトロフィーは、1995年度の第50回記念で定められたものであり、多田美波がデザインを担当した。期間中に発表される公演・作品は、ポスターやプログラム、放送、レコードジャケットなどにこのシンボルマークを使用することが定められている。
  - かつて使用されていたシンボルマークに、第41回（1986年度）で定められたものがあり、朝倉摂がデザインを担当した。
  - かつて使用されていた受賞者レリーフは、第12回（1957年度） - 第19回（1964年度）は小谷晴彦が、第20回（1965年度）以降は舟越保武がデザインしたものを採用していた。